# 編輯獨立性
編輯自主，或稱編輯獨立（英語：editorial independence），總括而言，是编辑者在不受出版物所有者和外界商業或政治因素干涉的情况下做出編輯决定的自由。編輯獨立性會在某些時候受到考驗，例如報紙刊登不受其廣告客戶歡迎的新聞，或者發文批評其所有者。